# بلبل می‌تواند بخواند
بلبل می‌تواند بخواند (به انگلیسی: Bulbul Can Sing) فیلمی محصول سال ۲۰۱۸ و به کارگردانی ریما داس است. در این فیلم بازیگرانی همچون آرنالی داس، بانیتا تاکوریا، مونرانجان داس، مانابندرا داس و پاکیجا بیگم ایفای نقش کرده‌اند.